# Lovro Bizjak
Lovro Bizjak, slovenski nogometaš, * 12. november 1993, Šmartno ob Paki.
Bizjak je profesionalni nogometaš, ki igra na položaju napadalca. Od leta 2025 je član bolgarskega kluba Lokomotiv Plovdiv in od leta 2020 tudi slovenske reprezentance. Pred tem je igral za slovenske klube Šmartno 1928, Kovinar Štore, Aluminij, Domžale in Celje, avstrijski SV Wildon, rusko Ufo, moldavski Sheriff Tiraspol ter hrvaško Kustošijo. Skupno je v prvi slovenski ligi odigral 91 tekem in dosegel 24 golov, v drugi slovenski ligi pa 86 tekem in 33 golov. V sezoni 2015/16 je bil prvi strelec v drugi slovenski ligi.